# María Catalina de Caso
María Catalina de Caso fue una escritora y traductora nacida en el siglo XVIII en Flandes, si bien oriunda de Asturias.

## Biografía
Nació en Flandes, hija de Eugenio Alberto de Caso, natural de la región española de Asturias y de una familia de alcurnia. Este estaba en la región flamenca porque fungía allí como brigadier ingeniero jefe. María Catalina se educó en Francia y viajó también por Inglaterra y Alemania. Era muy versada en lenguas —hablaba hasta seis— y también en matemáticas, arquitectura militar, dibujo y música. «Por su saber, virtud y prudencia, es la admiración de este siglo que florece. [...] No hay elocuencia que baste para ponderar dignamente las exquisitas prendas de esta ilustre señora, a quien la juventud española debe su educación», dijo de ella en 1768 Juan Bautista Cubíe en su Catálogo de las españolas que más se han distinguido en ciencias y armas. Serrano y Sanz, en sus Apuntes para una biblioteca de escritoras españolas desde el año 1401 al 1833, decía de ella lo siguiente: «Fue tan docta en matemáticas y en la ciencia militar que hizo un modelo de ciudad fortificada que llamó la atención de los ingenieros más distinguidos. Pintaba con suma destreza, y se elogió mucho una miniatura suya».

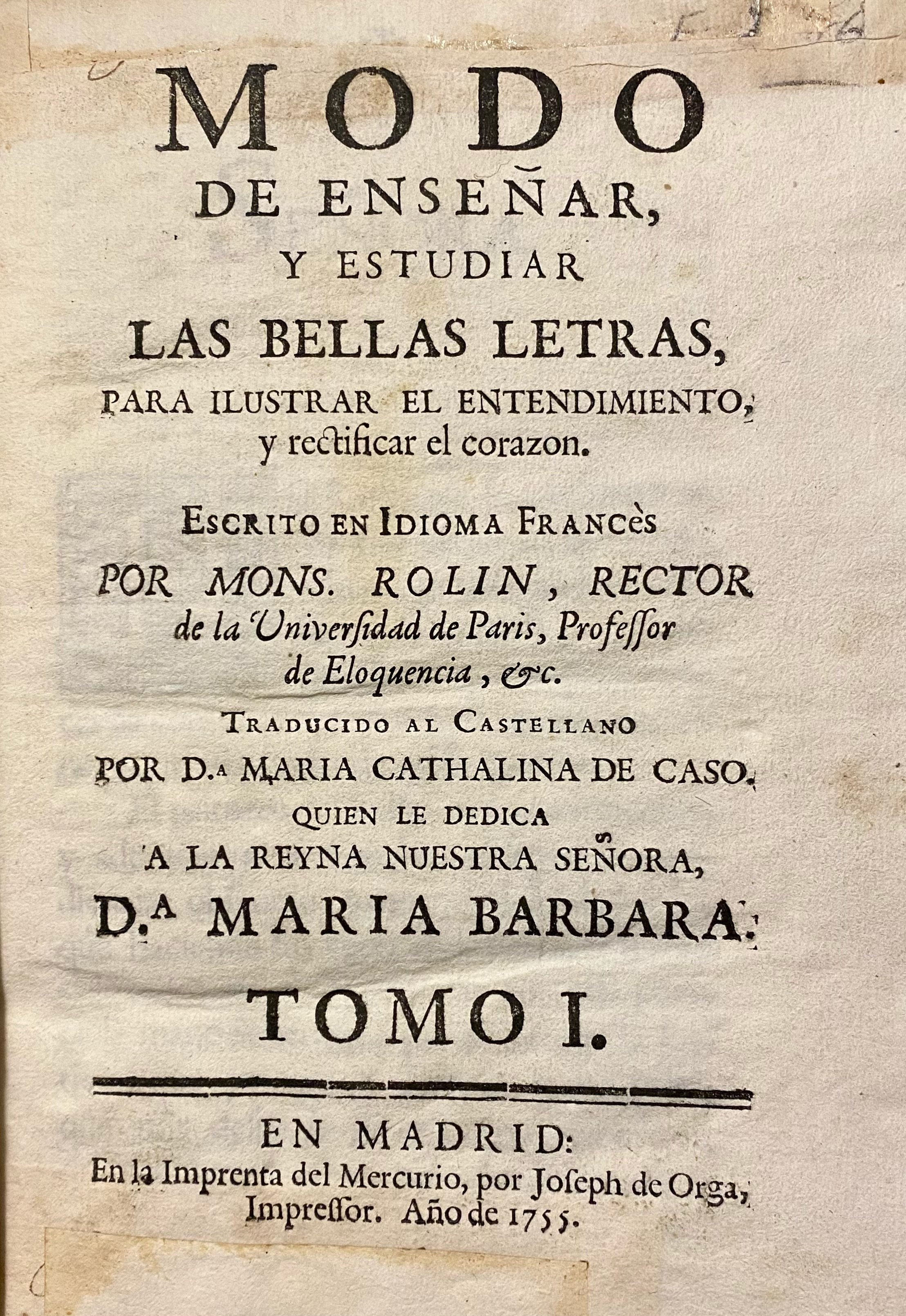
Modo de enseñar y estudiar las Bellas Letras, para ilustrar el entendimiento y rectificar el corazón, traducida del francés al castellano por María Catalina de Caso, con dedicatoria a la reina

Contrajo matrimonio con José Blanco, embajador español en París. Con él vivió en Zamora. Su marido falleció y, al enviudar y quedar con tres hijos, María Catalina se asentó en Madrid.
Fue autora de varias traducciones al castellano de obras escritas en francés, de entre las que destacan:
- Modo de enseñar y estudiar las Bellas Letras, para ilustrar el entendimiento y rectificar el corazón (1755),[4] escrita por Charles Rollin y dedicada en la versión en castellano a Bárbara de Braganza;
- Historia del cielo, considerada según las ideas de los poetas, de los filósofos y de Moisés, escrita en francés por el abad naturalista Noël-Antoine Pluche, si bien la traducción no llegó a ser publicada; y
- La peste de Tolón, del mismo Pluche y que tampoco llegó a publicarse.

Santiago Llanta y Guerin litografió alrededor de 1867 un retrato suyo. Se desconoce la fecha en que falleció Caso.
- Cubíe, Juan Bautista (1768). «María Catalina Caso». Las mujeres vindicadas de las calumnias de los hombres: con un catálogo de las españolas que más se han distinguido en ciencias y armas. Madrid: Imprenta de Antonio Pérez de Soto. Wikidata Q113883804.
- Establier Pérez, Helena (2020). De redes, pedagogía y autoridad femenina en la España de Fernando VI: el Modo de enseñar, y estudiar las bellas letras de María Catalina de Caso (1755). «Cuadernos de Ilustración y Romanticismo». Revista Digital del Grupo de Estudios del Siglo XVIII (Universidad de Cádiz) (26).
- Serrano y Sanz, Manuel (1903). «Caso (María Catalina de)». Apuntes para una biblioteca de escritoras españolas desde el año 1401 al 1833 I. Madrid: Sucesores de Rivadeneyra. Wikidata Q113883433.